# Місцева вентиляція

Вентиляція місцева (рос. вентиляция местная, англ. auxiliary ventilation, local ventilation; нім. Luttenbewetterung, Sonderbewetterung) — вентиляція окремих виробок або їх ділянок (частин) з допомогою спеціальних установок або пристроїв. До місцевої відносять вентиляцію тупикових виробок, руйнування шарових скупчень метану у виробках, вентиляцію робочих зон кар'єрів і інші. Способи місцевої вентиляції основані на використанні вентиляційних установок місцевого провітрювання (вентиляторів з трубопроводами; установок, що створюють вільні струмені; ежекторів на стисненому повітрі) і головних шахтних вентиляторів.